# Селенгинський район
Селенгинський район (рос. Селенгинский район, бур. Сэлэнгын аймаг) — адміністративна одиниця Республіки Бурятія Російської Федерації.
Адміністративний центр — місто Гусиноозерськ.

## Адміністративний поділ
До складу району входять одне міське та 14 сільських поселення:
1. Місто Гусиноозерськ
2. Село Гусине Озеро
3. Село Селендума
4. Баратуйське — сел. Барати
5. Жаргаланта — у. Жаргаланта
6. Загустайське — у. Тохой
7. Сутой — у. Деде-Сутой
8. Іройське — у. Ташир
9. Нижньоубукунське — с. Харгана
10. Новоселенгинське — сел. Новоселенгинськ
11. Ноєхонське — у. Зурган-Дебе
12. Єхе-Цаган — у. Єхе-Цаган
13. Темницьке — сел. Темник
14. Убур-Дзокойське — у. Нур-Тухум
15. Тайожне — у. Цайдам